# Inter Primo
Inter Primo A/S ist ein dänisches multinationales Kunststoff-Extrusionsunternehmen mit Hauptsitz im Zentrum Kopenhagens (Dänemark). Es besitzt vierzehn Produktionsstätten in acht Ländern und ein weiteres Büro in Norwegen. Inter Primo wird von der Primo Holding A/S kontrolliert.
Inter Primo stellt Kunststoffprofile für eine Reihe von Branchen her, darunter Medizintechnik, Offshore-Energie, Bauwesen, Transport und Beleuchtung, beschäftigt 894 Mitarbeiter in Europa und China und vermarktet seine Produkte weltweit. Das Unternehmen ist das Ergebnis von mehr als zwanzig Zusammenschlüssen und Übernahmen seit der Gründung von Inter Primo im Jahr 1959 in Tistrup (Dänemark).
Das Unternehmen ist im Besitz der Primo Holding A/S, die sich ihrerseits im Besitz dreier weiterer Holdinggesellschaften befindet: D. Grunnet Holding A/S, F. Grunnet Holding A/S und M. Grunnet Holding A/S, jeweils im Besitz des Vorstandsvorsitzenden Fleming Grunnet und seiner beiden Töchter Mette und Dorthe.

## Geschichte
Primo wurde 1959 vom Unternehmer Chresten Jensen in Tistrup (Dänemark) gegründet. Die Kunststoffprofile des Unternehmens wurden an Eisenwarengeschäfte und Holzlager verkauft.
1977 verkaufte Jensen seinen Anteil an der Firma an Fleming Grunnet. Primo übernahm die beiden Unternehmen Ureflex und Krone Plast, beide mit Sitz in Dänemark.
1984 übernahm Primo die schwedische Kontraplast AB und gründete Primo Sweden AB. In den folgenden Jahren kaufte Primo den schwedischen Kunststoffhersteller Sondex und die finnische OY WH Profil AB – eine Tochtergesellschaft der KWH-Gruppe – und gründete so die OY Primo Finland AB mit Roger Häggblom als Geschäftsführer. 1986 wurde Inter Primo gegründet, 1987 folgte Primo UK in Manchester (England). 1990 kaufte Primo zwei deutsche Profilhersteller auf und gründete die Primo Profile GmbH in Deutschland.
1995 erwarb OY Primo Finnland ein Wettbewerbsunternehmen und wurde zu Finnlands dominierendem Profilhersteller. Primo Sweden kaufte 1996 die Smålandslisten AB, die Silikonformteile herstellte. Primo baute eine neue Fabrik in Żory (Sohrau, Polen), Primos erste von Grund auf neu errichtete Fabrik. Die polnische Tochtergesellschaft Primo Profile Sp. z o.o. wurde gegründet und übernahm die Profilproduktion von Spyra-Primo. 1997 übernahm Primo die Vefi Profiler AS in Norwegen.
Inter Primo richtete im Jahr 2000 seinen Hauptsitz in der Vestergade in Kopenhagen (Dänemark) ein. Primo Danmark erwarb die Kunststofffensterabteilung von Rationel Vinduer A/S. 2004 eröffnete 
Primo Profile GmbH eine neue Fabrik in Berlin, gründete ein Gemeinschaftsunternehmen mit dem deutschen Unternehmen Profilex und kaufte einen 25-prozentigen Anteil an Profilex China in Zhuhai (China). Im Jahr zuvor hatte Primo das dänische Extrusionsunternehmen OTV Plast A/S übernommen. 2005 begann Primo Finland mit der Produktion in Sankt Petersburg. Die schwedische Produktion wurde in einer neuen Fabrik in Limmared in Västra Götaland zusammengefasst.
2019 kaufte Primo Essentra Extrusion in Buitenpost (Niederlande) für 16,2 Millionen Euro und ließ sich in den Niederlanden unter dem Namen Enitor Primo nieder. Das Unternehmen feiert sein sechzigjähriges Bestehen.